# Raschid ad-Daʿif
Raschid ad-Daʿif (arabisch رشيد الضعيف, DMG Rašīd aḍ-Ḍaʿīf, häufig al-Daif; * 6. August 1945 in Ehden) ist einer der bekanntesten arabischsprachigen Romanciers der Gegenwart. Sein auf Arabisch geschriebenes Werk wurde in zahlreiche Sprachen übersetzt.

## Leben
Raschid ad-Daʿif ist 1945 in Ehden bei Zgharta im Norden Libanons in einer christlichen maronitischen Familie geboren. Er studierte Arabistik an der libanesischen Universität zu Beirut. 1974 promovierte er in Paris (Sorbonne III). Von 1972 bis 1974 unterrichtete er Arabisch als Fremdsprache an der Universität Paris III. 1974 bis 2008 war Professor für Arabisch und Literatur an der libanesischen Universität Beirut. Im Sommersemester 1999 übernahm er eine Gastprofessur in Toulouse.
Das Buch Die Verschwulung der Welt. Rede gegen Rede. Beirut-Berlin von ad-Daʿif und Joachim Helfer hat im Herbst 2006 einiges Aufsehen erregt. Unter dem Titel Audat al-almani ila ruschdihi („Die Rückkehr des Deutschen zur Vernunft“ oder „Wie der Deutsche [wieder] zur Vernunft kam“) hatte ad-Daʿif in Beirut zuvor eine Reportage über Helfers Privatleben ohne dessen Kenntnis oder Zustimmung veröffentlicht. Die Form der deutschen Ausgabe, bei der ad-Daʿifs Text durch eingeschobene Kommentare und Richtigstellungen Helfers unterbrochen wird, stieß umgekehrt auf Protest von ad-Daʿif, der die Integrität seines Werkes dadurch gefährdet sah.
Laut Angelika Neuwirth „kann ad-Daʿif als einer der überzeugendsten Chronisten des massiven Umwälzungsprozesses gelten“. Humorvoll behandeln seine Romane die Widersprüche der libanesischen Gesellschaft, die zwischen Tradition und Moderne hin- und hergerissen wird. Ins Absurde wird die heuchlerische Prüderie geführt, die heute das Liebesleben der Libanesen regiert. Zugleich entwickelt sich eine differenzierte Reflexion über die gesellschaftlichen Spannungen und die vom Bürgerkrieg verursachten Leiden. Ad-Da'ifs Romane sind der Richtung des Nouveau roman zuzuordnen. Sie verzichten auf psychologische Charakterisierung und auf einen referenziellen Rahmen.
Eine Auswahl seines dichterischen Werks erschien 2008 auf Deutsch, unter dem Titel „Ich werde die Dinge bei ihrem Namen nennen“.

## Werke
- Fais voir tes jambes, Leïla!
- Qu’elle aille au diable, Meryl Streep!
- Learning English (in französischer Sprache)
- Lieber Herr Kawabata. Lenos, September 1998.
- Cher Monsieur Kawabata
- Dear Mister Kawabata
- Passage au crépuscule
- Passage to dusk
- L’été au tranchant de l’épée
- L’insolence du serpent
- عودة الألماني إلى رشده („Die Rückkehr des Deutschen zur Vernunft“) online, deutsch, als Memento gespeichert
- Die Verschwulung der Welt. Rede gegen Rede. Beirut-Berlin (zusammen mit Joachim Helfer). Suhrkamp, Frankfurt 2006. ISBN 3-518-12477-3.
- Ich werde die Dinge bei ihrem Namen nennen, Lisan Verlag, Mai 2008.